# 2005년 전주국제영화제
제6회 전주국제영화제는 2005년 4월에 개최된 영화제이다. 전북대 문화관,고사동영화의 거리,전주시청 앞 노송광장에서 개최되었으며 사회자는 정진영이다.

## 수상 및 후보

### 우석상
- 추수기 - 마리나 라즈베즈키나 수상

### 우석상 - 특별언급
- 나, 클라우디아 - 크리스 에이브러햄 수상

### JIFF 최고인기상
- 버터플라이 - 필립 뮐 수상

### JJ-Star상
- 체코 드림 - 비트 클루삭 수상
- 옥시하이드 - 리우 지아 인 수상

### 관객평론가상
- 진실의 문 - 김희철 수상

### 디지털 삼인삼색
- 마법사들 - 송일곤
- 세계의 욕망 - 아피찻퐁 위라세타쿤
- 혼몽 - 츠카모토 신야

### 월드 시네마스케이프
- 나의 개 봉봉 - 카를로스 소린
- 걸 프롬 먼데이 - 할 하틀리
- 내일 - 솔베이그 노드런드
- 다섯 개의 장애물 - 라스 폰 트리에 외1명
- 다윈의 악몽 - 휴베르트 소퍼
- 붉은 빛 - 세드릭 칸
- 루트 181 - 에얄 시반 외1명
- 마법의 회전목마 - 장 듀발
- 맨발의 콘테샤 - 조셉 L. 맨키위즈
- 모래요정과 아이들 - 존 스티븐슨
- 미지의 여인에게서 온 편지 - 쉬징레이
- 버터플라이 - 필립 뮬
- 사라방드 - 잉그마르 베르히만
- 사랑의 문 - 마츠오 스즈키
- 살바도르 아옌데 - 패트리시오 구즈먼
- 샐리 드 윈터의 여행 - 딕 튜인더
- 소울 댄싱 - 구로사와 기요시
- 스위트 잼 - 리벤 디브로우어
- 슬픔은 그대 가슴에 - 더글라스 서크
- 시골에서의 나날들 - 라울 루이즈
- 시네바르다포토 - 아녜스 바르다
- 아이언 자이언트 - 브래드 버드
- 앉아있는 고양이 - 크리스 마르케
- 언더토우 - 데이빗 고든 그린
- 영화사-선택된순간들 - 장 뤽 고다르
- 오스카와 요세핀의 모험 - 카스텐 밀러러프
- 왕후 심청 - 넬슨 신
- 제5제국 - 마뇰 드 올리베이라
- 도노반의 산호초 - 존 포드
- 철인 28호 - 토가시 신
- 체육관 전쟁 - 디에고 레만
- 축구하는 영혼 - 하비에르 부르헤스
- 퀼 - 최양일
- 피델 카스트로를 찾아서 - 올리버 스톤
- 천국의 아이들 2 - 시험보는 날 - 골람 레자 라메자니
- 화요일의 여자들 - 미할 브레지스 외1명
- 엠 - 에베라도 발레리오 구트

### 영화보다 낯선
- 고무 스탬프 애니메이션 - 조안나 프리스틀리
- 그로운 업 - 조안나 프리스틀리
- 글래스 아워 - 클레어 랭건
- 루크 - 브루스 코너
- 모자이크 인 컨피던스 - 피터 쿠벨카
- 바다 깊은 곳 - 클레어 랭건
- 방문자들 - 스티브 드워스킨
- 불안의 정원 - 어니 기어
- 슈베하터 - 피터 쿠벨카
- 시와 진실 - 피터 쿠벨카
- 아데바 - 피터 쿠벨카
- 아르눌프 라이너 - 피터 쿠벨카
- 안달루시아 - 조안나 프리스틀리
- 여정 - 어니 기어
- 우리의 아프리카 여행 - 피터 쿠벨카
- 칠흑 같은 어둠 - 클레어 랭건
- 톰을 쫓는 사람들 - 켄 제이콥스
- 튜브 - 크리스토퍼 스틸
- 트랜지트 - 아벨 콘야
- 포즈 - 피터 쿠벨카
- 해성 프로젝트 - 김계중
- 혼란 - 켄 제이콥스

### 시네마페스트 불면의 밤
- 라브라 왕 - 카렐 제만
- 사랑하는 여인들 - 켄 러셀
- 새디스틱 마조히스틱 - 나카다 히데오
- 술탄 모스키 - 카렐 제만
- 아라키멘터리 - 트래비스 클로스
- 악령들 - 켄 러셀
- 영감 - 카렐 제만
- 익살꾼 이야기 - 카렐 제만
- 인사이드 딥 스로트 - 펜튼 베일리 외1명
- 죽음의 발명품 - 카렐 제만

### 카렐 제만의 멋진 세상
- 제데넥 로즈코펠
- 크리스마스의 꿈 - 카렐 제만
- 토미 - 켄 러셀
- 허풍선이 남작의 모험 - 카렐 제만

### 시네마페스트 야외상영
- 가족 - 이정철
- 돌려차기 - 남상국
- 마파도 - 추창민
- 백 투 가야 - 호거 태프 외1명
- 시실리 2km - 신정원
- 여선생 VS 여제자 - 장규성
- 잠복근무 - 박광춘

### 인디비젼
- 귀향 - 하기우다 코지
- 나, 클라우디아 - 크리스 에이브러햄
- 나쁜 피 - 레온 에라주리즈
- 네덜란드의 빛 - 피에테-림 데 크룬
- 비터 드림 - 모흐센 아미르유세피
- 스키조 - 굴삿 오마로바
- 앙 가르드 - 아이세 폴랏
- 이노센스 - 뤼실 하지할릴러비치
- 추수기 - 마리나 라즈베즈키나
- 카사블랑카에선 천사들이 날 수 없다 - 모하메드 아슬리

### 디지털스펙트럼
- 바다의 기억 - 사시토른 아리야비차
- 내 마음의 구멍 - 루카스 무디슨
- 마음의 풍경 - 얀 네메치
- 세계 - 지아장커
- 에고슈터 - 크리스티안 베커 외1명
- 옥시하이드 - 리우 지아 인
- 비밀 여행 - 제제 타카히사
- 이엠알 - 제임스 얼스킨
- 체코 드림 - 비트 클루삭 외1명
- 카메라와 나 - 프랑수아 로망
- 홈커밍 - 존 조스트
- 휴대폰 이야기 - 에드워드 래크먼

### 한국영화의 흐름
- 거칠마루 - 김진성
- 깃 - 송일곤
- 다섯 개의 시선 - 박경희 외4명
- 다섯은 너무 많아 - 안슬기
- 량 - 감해원 외1명
- 만남 - 황정현 외4명
- 별별 이야기 - 유진희 외9명
- 브레인웨이브 - 신태라
- 빛 - 이남훈 외1명
- 빛과 동전 - 정승희
- 신기한 양말 - 정아영
- 아기 나무 - 이광욱
- 이터널 스페이스 - 신민철
- 제1막, 2장 - 조윤주 외3명
- 진실의 문 - 김희철
- 책을 읽거나 비둘기 모이주기 - 정강우
- 플레이 테니스 - 류진호
- 화가 - 최현주

### 한국단편의 선택: 비평가주간
- 1+1=2 - 경지숙
- 가리베가스 - 김선민
- 당인리 발전소 - 서원태
- 도로 눈을 감고 - 김현필
- 돌고래... 안녕 - 권지혜
- 디-데이 - 강민희
- 맛있니? - 선승연
- 모순 - 이승원
- 물결이 일다 - 신동석
- 베트남 처녀와 결혼하세요 - 이미랑
- 사과 - 김민숙
- 생리해서 좋은 날 - 김미진
- 열애기 - 안선경
- 영재를 기다리며 - 김종관
- 울타리 넓히기 - 황선희
- 이렇게는 계속할 수 없어요 - 윤성호
- 인간적으로 정이 안 가는 인간 - 손원평
- 인하우스 - 노내경
- 즐거운 봄 - 이성민
- 첫번째 외출을 다루는 두 번째 장 - 허기정
- 폴라로이드 작동법 - 김종관
- 해님 달님 - 박용석

### 특별상영
- 군용열차 - 서광제
- 어서 오세요 - 윤찬
- 어화 - 안철영
- 지원병 - 안석영
- 집 없는 천사 - 최인규
- 청자의 넋 - 표광
- 피묻은 약패 - 표광

### 전주소니마주
- 막간 - 르네 클레르
- 파리는 잠들어 - 르네 클레르

### 마스터 클래스
- 꽃피는 봄이 오면 - 류장하
- 아발론 - 오시이 마모루
- 여고괴담 2 - 김태용 외1명
- 이노센스 - 오시이 마모루

### 스페셜 포커스 - 특별전
- 궁전의 침묵 - 무피다 트라틀리
- 러브 스토리 인 카사블랑카 - 압델카데르 라그타
- 메아리는 없다 - 김은희 외3명
- 사막의 방랑자들 - 나세르 케미르
- 숙현이 죽이기 - 박혜정 외4명
- 여인들의 속임수 - 파리다 벤 리야지드
- 왕의 제국 - 전희식
- 인디언 썸머(프랑스어판) - 마흐무드 벤 마흐무드
- 재의 인간 - 누리 부지드
- 기다림 - 파우지 벤사이디
- 침묵의 대화법 - 박선
- 하다 - 모하메드 아불루아카르

### 스페셜 포커스 - 회고전
- 꿈꾸는 열 다섯 - 소마이 신지
- 러브 호텔 - 소마이 신지
- 바람꽃 - 소마이 신지
- 빛나는 여자 - 소마이 신지
- 교복과 기관총 - 소마이 신지
- 숀벤 라이더 - 소마이 신지
- 이사 - 소마이 신지
- 태풍 클럽 - 소마이 신지